# Lo Molí (la Vilella Baixa)
El Molí, popularment Lo Molí, és un mas situat al municipi de la Vilella Baixa, a la comarca catalana del Priorat, protegit com a bé cultural d'interès local.

## Descripció
Sobre l'edificació preexistent d'un molí es bastí un edifici cap al 1900 de planta octogonal, semivolat sobre la paret que el suporta, destinat a allotjar part de les instal·lacions del molí. Està coronat per una barana calada, i hom accedeix al terrat per una escala de cargol. L'obra és feta amb materials de qualitat i està arrebossada i pintada de color vermell. Presenta una inspiració musulmana.

## Història
La família Juncosa, en altres temps puixants propietaris a la Vilella Baixa, feu edificar la nova construcció a la fi del segle xix, sobre elements anteriors. La casa pairal dels Juncosa es troba al carrer de Sant Joan.